# Beynes
Beynes er en fransk kommune i departementet Yvelines
ca. 40 km vest for Paris.